# 新帕雷西
新帕雷西是巴西南大河州的一个市镇。总面积57.405平方公里，总人口3151人，人口密度54.9人/平方公里。